# 木挽

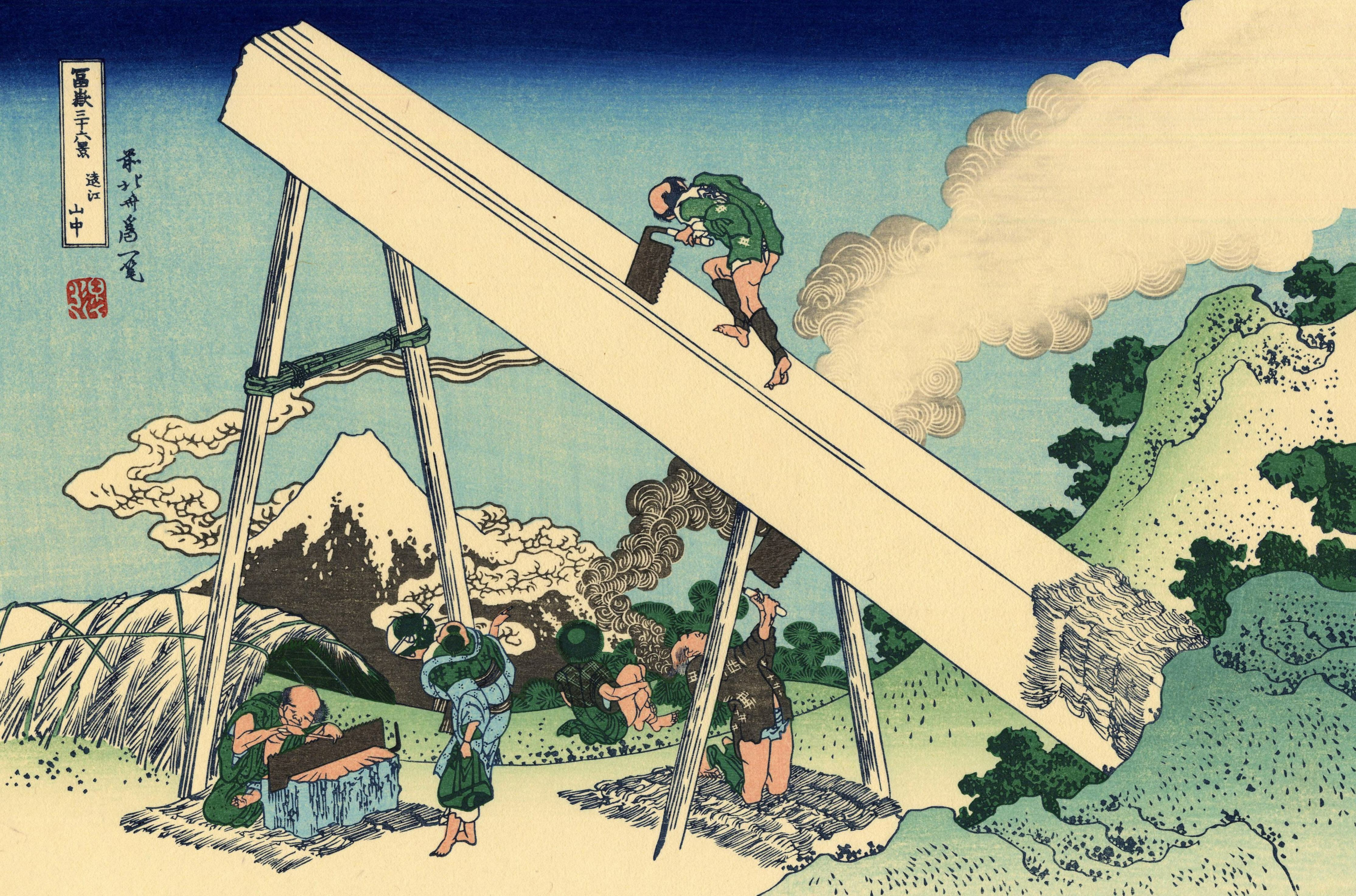
江戸時代後期の「木挽」たちの仕事姿（葛飾北斎『富嶽三十六景』より「遠江山中」、1830年ころ）。

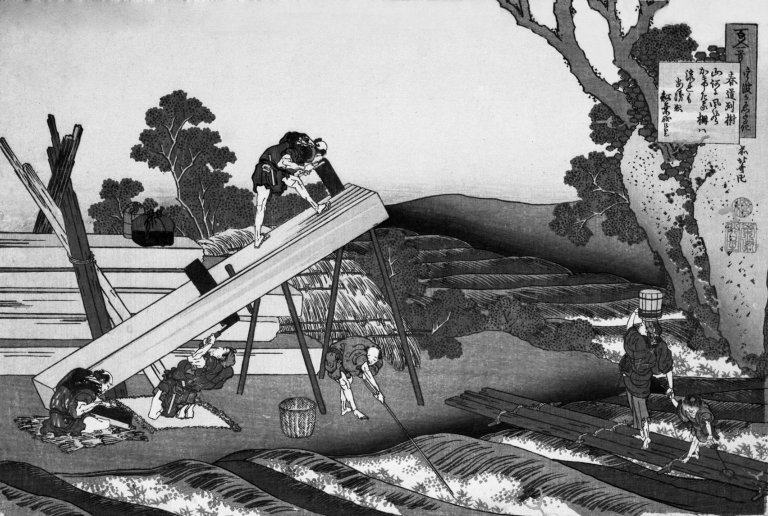
北斎の別作品、1839年。

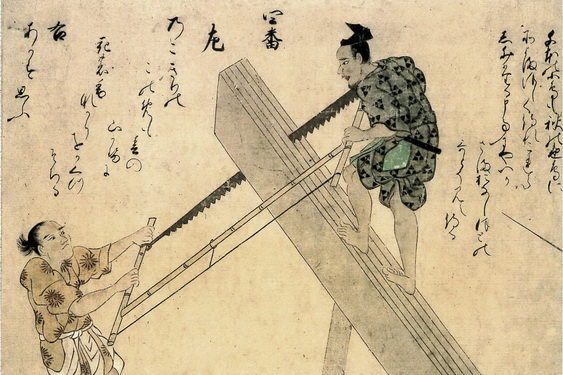
室町時代、大鋸による製材作業

木挽、または木挽き（こびき）は、木材を「大鋸」（おが/おおが）を使用して挽き切ること、およびそれを職業とする者。大鋸挽・大鋸挽き（おがひき）とも呼ぶ。15世紀末の資料には、「大鋸」を「おおのこ」と読み「大のこひき」（おおのこひき、大鋸引）と表記する場合もあった。現在の製材、および製材作業者で、かつ卓越した木材の鑑定能力をもつ職能集団を指す。

## 略歴・概要
奈良時代（8世紀）、国と寺社が建築物の造営・修理のための木材を確保することを目的に「杣」として山林を指定、これを切り出す杣工とともに、大木を製材する「木挽」（大鋸挽）が出現した。
「木挽」の歴史において「大鋸」が登場するのは、14世紀 - 15世紀の室町時代に中国から導入されたときのことであり、これによって生産能率が飛躍的に上昇した。長さが約2メートルあり、2人がかりで左右あるいは上下から縦挽きに挽いて、木材を切る。「大鋸」以前ののこぎりは、木の葉形をした横挽き式のものであった。
15世紀末の1494年（明応3年）に編纂された『三十二番職人歌合』の冒頭には、「いやしき身なる者」として、「石切」とともに「大のこひき」、あるいは「大がひき」として紹介され、2人がかりで挽く姿が描かれている。この歌合に載せられた歌は、
- 大がひき 杣板は世に出でながら哀れ身の おがひきこもる山住ぞうき

というもので、杣板は産地を出て広い世界に流通していくが、それを切り出す「大鋸挽」自身は山に引きこもっていないければならないことが憂鬱である、と詠まれた。同職人歌合に「職人」として紹介された職能は、その後の時代にあっても賎視されたものが多々あったが、手工業者層が全国的な広がりを見せた16世紀以降の日本にあって、「大鋸挽」「木挽」は手工業者を意味する新しい意味での「職人」に位置づけられた。
江戸時代初期、17世紀初頭の江戸では、江戸城造営に際して、現在の東京都中央区銀座1丁目から同8丁目までの三十間堀川と築地川との間の地区に「木挽」たちを居住させた。同地域が「木挽町」と呼ばれるのはこのことに由来し、1951年（昭和26年）に「銀座東」と改称するまで町名として残った。このころには「大鋸」にイノヴェーションが起き、「前挽き大鋸」が開発され、1人で挽くことができるようになった。
江戸時代後期、19世紀初頭、鍬形蕙斎が『近世職人尽絵巻』に「木挽」たちの仕事姿を描き、同作を参考に、1831年（天保2年）ころ、葛飾北斎が『富嶽三十六景』の「遠江山中」として、遠江国（現在の静岡県大井川以西地域）の山中における「木挽」たちの仕事姿を描いている。この「木挽」たちが使用しているものが、1人で挽くことができる「前挽き大鋸」である。
明治時代以降には、機械での製材が導入され始めるが、手作業での製材作業および作業者は、引き続き「木挽」と呼ばれた。
かつて「木挽町」という町名であり「木挽」たちが居住した東京都中央区銀座の旧木挽町地域では、足柄木材（銀座2丁目）、大西材木店（同3丁目）の2社が、2012年（平成24年）9月現在も材木商を営んでいる。

## 地名
日本の地名にみられる「木挽」「大鋸」のおもなものである。
- 東京都中央区銀座1丁目 - 同8丁目の一部の旧町名 - 木挽町
- 北海道札幌市南区澄川にある山 - 木挽山
- 広島県広島市中区中島町の旧町名 - 木挽町
- 愛知県名古屋市中区 - 木挽町、木挽町通
- 愛知県岡崎市切山町にある字 - 木挽沢
- 岐阜県岐阜市にある町名 - 木挽町
- 富山県富山市にある山 - 木挽山
- 富山県南砺市にある町名 - 大鋸屋（おがや）
- 神奈川県藤沢市にある町名 - 大鋸（だいぎり）
- 静岡県静岡市葵区にある町名 - 大鋸町（おおがまち）
- 新潟県上越市にある町名 - 大鋸町（おおがまち）